# Wreckx-N-Effect
Wreckx-n-Effect é um grupo de R&B e New jack swing oriundo dos Estados Unidos. Uma de suas canções, "New Jack Swing", figurou na trilha sonora do jogo eletrônico Grand Theft Auto: San Andreas, mais precisamente na rádio CSR.

## Discografia

### Álbuns
| Ano                                         | Álbum               | Posições nas paradas | Posições nas paradas | Posições nas paradas |
| Ano                                         | Álbum               | EUA                  | Hip-Hop/R&B dos EUA  |                      |
| ------------------------------------------- | ------------------- | -------------------- | -------------------- | -------------------- |
| 1989                                        | Wrecks-n-Effect     | 103                  | 16                   |                      |
| 1992                                        | Hard or Smooth      | 9                    | 6                    |                      |
| 1996                                        | Raps New Generation | -                    | -                    |                      |
| "—" indica que o álbum não chegou à parada. |                     |                      |                      |                      |